# غسان حامد
غسان رؤوف حامد (مواليد 18 ديسمبر 1971) هو مدرب كرة قدم عراقي ولاعب سابق قام بتدريب نادي آسيريسكا.

## المسيرة

### المسيرة الكروية
بدأ حامد مسيرته الكروية مع الفريق الروماني ستيودينتيسك بوخارست. في عام 1995، وقع مع نادي آسيريسكا في الدرجة الثانية السويدية، وساعدهم في الصعود إلى الدوري السويدي الممتاز. في عام 2005، وقع حامد مع النادي التونسي النادي الإفريقي.

### المسيرة التدريبية
في عام 2021، تم تعيينه مدربًا لنادي آسيريسكا في السويد.